# Kevin Martin (giocatore di curling)
Kevin Martin (Killam, 31 luglio 1966) è un giocatore di curling canadese.

## Biografia
Partecipò all'età di 35 anni ai XIX Giochi olimpici invernali edizione disputata a Salt Lake City (Stati Uniti d'America) nel 2002, riuscendo ad ottenere la medaglia d'argento nella squadra canadese con i connazionali Carter Rycroft, Don Bartlett, Ken Tralnberg e Don Walchuk.
Nell'edizione la nazionale norvegese ottenne la medaglia d'oro, la svizzera quella di bronzo. Ai XXI Giochi olimpici invernali vinse una medaglia d'argento.
Con John Morris, Marc Kennedy, Ben Hebert e Terry Meek vinse un oro nel 2008 ai Campionati mondiali di curling. L'anno successivo con Adam Enright al posto di Meek vinse un argento.